# Wolfgang Wessels

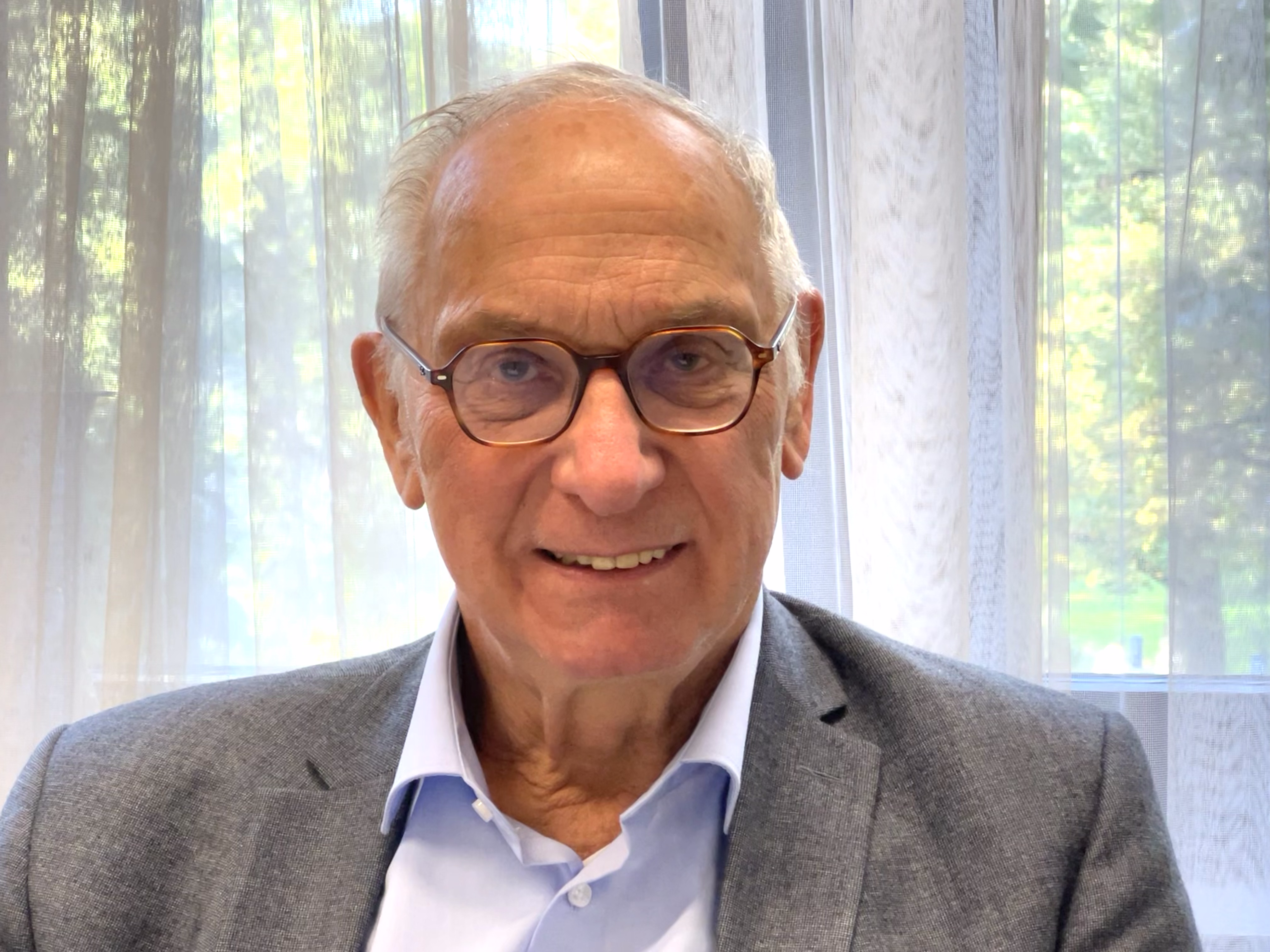
Wolfgang Wessels, 2022

Wolfgang Theodor Wessels (* 19. Januar 1948 in Köln) ist ein deutscher Politikwissenschaftler. Er ist Inhaber des Jean-Monnet-Lehrstuhls ad personam für Politikwissenschaft, Professor im Ruhestand an der Universität zu Köln und Direktor des Centre for Turkey and European Studies (CETEUS) an der Universität zu Köln.

## Leben und Werdegang
Wolfgang Wessels schloss sein Studium der Wirtschafts- und Politikwissenschaften 1973 mit einem Magister-Abschluss ab und arbeitete daraufhin von 1973 bis 1993 als Direktor des Instituts für Europäische Politik. Zwischen 1981 und 1994 leitete Wessels auch die Abteilung für Politikwissenschaft des College of Europe. Seine Promotion im Fach Politikwissenschaft schloss er 1979 an der wirtschafts- und sozialwissenschaftlichen Fakultät der Universität zu Köln mit einer Arbeit zum Europäischen Rat ab. 1990 erhielt Wessels die Venia legendi in Politikwissenschaft durch die Universität Bonn mit einer Arbeit zur Öffnung des Staates.
Seit 1994 ist er Lehrstuhlinhaber und seit 2011 ad personam Inhaber des Jean-Monnet-Lehrstuhls der Universität zu Köln. Obwohl Wessels 2016 in den Ruhestand wechselte, forscht er weiterhin mit einem Mandat des Rektors an der Kölner Universität zur Europäischen Union und vertritt seit 2010 die Universität zu Köln als Vizepräsident des deutschen Konsortiums an der Türkisch-Deutschen Universität.
Er wirkte als Gastprofessor am Europäischen Hochschulinstitut in Florenz und lehrte am Institut d’études politiques de Paris (Sciences Po Paris) als Inhaber des Alfred-Grosser-Lehrstuhls.
Regelmäßig lehrt er als Gastprofessor im Europakolleg Brügge und Natolin, sowie in der European Online Academy des Centre international de Formation Européenne (Nizza und Berlin) und an der Diplomatischen Akademie in Wien.
Wessels war zwischen 1995 und 2018 Vorsitzender des Vorstandes des Instituts für Europäische Politik in Berlin und zwischen 1995 und 2016 Vorsitzender des Vorstandes der Trans European Policy Studies Association (TEPSA) in Brüssel. In beiden Think Tanks ist er Ehrenvorsitzender.
Wessels hat sich seit seiner Studienzeit bei zivilgesellschaftlichen Verbänden für die Einigung Europas engagiert – so zunächst bei den Jungen Europäischen Föderalisten (JEF) und später bei der Europa Union Deutschland. Gegenwärtig ist er Vorsitzender des Kreisverband Köln der Europa Union Deutschlands und organisiert regelmäßig außer universitäre Bildungsveranstaltungen zu Themen der Europäischen Union.
Wolfgang Wessels heiratete 1975 Aysin Wessels und hat zwei Kinder mit ihr.

## Forschungsschwerpunkte und Projekte
Die Forschungsschwerpunkte Wessels‘ beziehen sich auf das politische System der Europäischen Union und speziell auf dessen institutionelle Architektur mit dem Europäischen Rat und den nationalen Parlamenten als Schlüsselorgane. Zudem beschäftigt er sich mit den Außenbeziehungen der Europäischen Union – insbesondere mit der Beziehung zur Türkei. Weitere Schwerpunkte sind die Vertiefung und Erweiterung der Europäischen Union und integrationstheoretische Ansätze.
Wessels ist Mitherausgeber des Jahrbuchs der Europäischen Integration und von Europa von A-Z. Taschenbuch der europäischen Integration (14. Auflage). Zusätzlich hat Wessels zahlreiche Beiträge in deutsch- und englischsprachigen wissenschaftlichen Zeitschriften veröffentlicht.
Zudem initiierte und koordinierte er eine Reihe von Forschungsprojekten zur Entwicklung der Europäischen Integration, die u. a. von der Deutschen Forschungsgemeinschaft und der Europäischen Kommission, sowie der Thyssen- und der Stiftung Mercator gefördert wurden.

## Auszeichnungen und Preise
Seine Arbeit als Leiter des Jean-Monnet-Lehrstuhls würdigte die Europäische Kommission im Jahr 2007 mit dem Preis „Jean-Monnet - Europäische Studien“ in Gold („Jean-Monnet – European Studies GOLD“). 2011 wurde Wessels für seine Arbeit mit dem „Lifetime Achievement in Contemporary Studies“ durch die University Association for Contemporary European Studies (UACES) ausgezeichnet. 2014 erhielt er den Universitätspreis für Lehre und den „Universitätspreis Forschung“ durch die Universität zu Köln. 2016 wurde ihm der „Vision for Europe“-Preis des Prague European Summit gewidmet.

## Schriften (Auswahl)
Autor
- mit Lucas Schramm u. Tobias Kunstein: The European Council as a crisis manager. The EU's fiscal response to the COVID-19 pandemic (= Studies on the European Union. Band 19). Nomos, Baden-Baden 2022, ISBN 978-3-8487-8437-0.

- The European Council as a Transformative Force. In: H. Wallace, N. Koutsiaras, G. Pagoulatos (Hrsg.): Europe's Transformations. Essays in Honour of Loukas Tsoukalis. Oxford University Press, Oxford 2021, pp. 117–131.
- Das politische System der Europäischen Union. Springer VS, Wiesbaden 2022 (2. Auflage, ISBN 978-3-658-10012-4).
- The European Council. Palgrave Macmillan, Basingstoke 2016.
- mit Cyrill Gläser: Theoretischer Pluralismus und Integrationsdynamik. Herausforderungen für den „acquis académique“. In: Hans-Jürgen Bieling, Marika Lerch (Hrsg.): Theorien der europäischen Integration. 3. Auflage, Wiesbaden, 2012, S. 361–389.
- mit Anne Faber: Vom Verfassungskonvent zurück zur ‚Methode Monnet‘? Die Entstehung der ‚Road map‘ zum EU-Reformvertrag unter deutscher Ratspräsidentschaft. In: integration, 2007, S. 370–381.
- How to Mix Transformation and Integration: Strategies, Options and Scenarios. In: Barbara Lippert, Heinrich Schneider (Hrsg.): Monitoring association and beyond. The European Union and the Visegrád states (= Europäische Schriften des Instituts für Europäische Politik. Band 74). Europa-Union Verlag, Bonn 1995.
- Walter Hallsteins integrationstheoretischer Beitrag „überholt oder vakant“. In: Wilfried Loth, William Wallace, Wolfgang Wessels (Hrsg.): Walter Hallstein: der vergessene Europäer? (= Europäische Schriften des Instituts für Europäische Politik. Band 73). Europa-Union Verlag, Bonn 1995.
- Staat und (westeuropäische) Integration. Die Fusionsthese. In: M. Kreile (Hrsg.): Die Integration Europas (= Politische Vierteljahresschrift. Sonderheft). VS Verlag für Sozialwissenschaften, Wiesbaden 1990. doi:10.1007/978-3-322-88720-7_2.
- Der Europäische Rat: Stabilisierung statt Integration? Geschichte, Entwicklung und Zukunft der EG-Gipfelkonferenzen (= Europäische Studien des Instituts für Europäische Politik. Band 13). Europa-Union-Verlag, Bonn 1980, ISBN 3-7713-0142-4 (zugleich: Dissertation, Universität Köln, 1979).

Herausgeber
- mit Werner Weidenfeld: Jahrbuch der Europäischen Integration 1980–2021, Nomos, Bonn/Baden-Baden 1981–2021, ISSN 0721-5436.
- mit Werner Weidenfeld: Europa von A–Z. Taschenbuch der europäischen Integration. Nomos, Bonn / Berlin / Baden-Baden 1991–2016, ISBN 978-3-8487-0519-1 (14. Auflage, 2016).